# البحر المسجور في تفسير القرآن بمحض النور
البحر المسجور في تفسير القرآن بمحض النور لقد دوّن الأستاذ أحمد العلاوي في هذا الكتاب مقدّمة وتشتمل هذه المقدّمة على ستة فصول، ثمّ بعد ذلك بدأ بتفسير سورة الفاتحة، وابتدأها بـ: بسم الله الرحمن الرحيم ثمّ بتفسير مائة وثماني آيات من سورة البقرة.

## مختصر الكتاب

### مقدمة الكتاب
يقول المؤلف:«الحمد لله الذي نزّل الكتاب على عبده المصطفى من خلقه بلسان عربي مبين، تبيانا لكلّ شيء وهدى ورحمة للمؤمنين، قرأننا يهدي إلى الرشد، فأمنّا به ونحن على ذلك من الشاهدين، أحمده سبحانه وتعالى وأشكره، حيث لم يجعل فهمنا له مرتهنا بفهم السابقين، فجل قدر القرآن أن يكون وقفا على أحد من العالمين، وإلاّ لكان خطابا له لا لغيره من المكلفين، حتى كأنّه الآن يتلقف من الروح الأمين إن لم نقل من أرحم الراحمين، فهذه عقيدتنا في كتاب الله، وما أنا من الممترين، وأشهد أن لا إله إلاّ الله، شهادة أولي العلم به، وأنّه الواحد الأحد في ذاته وصفاته وفعله الظاهر في ملكه، الباطن في كنهه، أرسل رسوله بالهدى ودين الحقّ، ليظهره على الدين كلّه سيدنا محمدا صلّى الله عليه وعلى أله وأصحابه وأزواجه وذرّيته، وعن التابعين ومن ذبّ على الدين، واعتنى بنصرته، وسلم سلاما جزيلا طيّبا شاملا تشملنا نفحاته.
إنّي لمّا عزمت على تسطير ما فهمت من كتاب الله، تخيّلت كأن القائل يقول: ما ترك الأول للآخر ما يقول، فظهر لي أن نقدّم مقدّمة أمام المقصود، فيها ما يفيدك الشعور بأنّ الفضل بيد الله وأنّه ليس بمحجور، ونسمّي ما فهمته من كتاب الله (بالبحر المسجور في تفسير القرآن بمحض النور)، راجيا أن يطابق الاسم مسمّاه، واللفظ معناه ومبناه، ولا حول ولا قوة إلاّ بالله.»
إنّ هذه المقدمة تشتمل على فصول ستة فيها من جواهر النقول، وهي:
1. الفصل الأول: فيما يفيد الإنسان أنّ القائم بالحقّ موجود في كلّ زمان.
2. الفصل الثاني: فيما يفيد أنّ للقرآن وجوها، وأنّه لا تنقضي عجائبه حتى يستغني بفهم المتقّدمين منه عن فهم المتأخرين.
3. الفصل الثالث: فيما يدل على أنّ في القرآن علوما ليست متعاطية فيما بين العموم.
4. الفصل الرابع: فيما يشعرنا بأنّنا المقصودون بالقرآن، ولا واحد أولى من الآخر في كلّ زمان.
5. الفصل الخامس: فيما يشعرنا بتعلّق سائر ألفاظ القرآن بالمكلفين في كلّ وقت وآن.
6. الفصل السادس: يذكر فيه من أهم شيء يعتبره الإنسان في كتاب الله أن يراه واصلا إليه من حضرة الرحمن.